# Bạc Liêu (stad)
Bạc Liêu is een stad in Vietnam en is de hoofdplaats van de provincie Bạc Liêu.
Bạc Liêu telt naar schatting 119.000 inwoners.